# Chrysolina uraltuvensis
Chrysolina uraltuvensis é uma espécie de artrópode pertencente à família Chrysomelidae.